# Bikkia kaalaensis
Bikkia kaalaensis är en måreväxtart som beskrevs av Nicolas Hallé och J. Jérémie. Bikkia kaalaensis ingår i släktet Bikkia och familjen måreväxter. IUCN kategoriserar arten globalt som starkt hotad. Inga underarter finns listade i Catalogue of Life.